# 日本名作写真59+1
『日本名作写真59+1』（にほんめいさくしゃしん59プラス1）は、写真家・田中長徳の著書。2001年刊。
日本写真企画発行の『月刊日本フォトコンテスト』に1996年1月号から2000年12月号まで連載された「フォトワークス タイムマシーン──名作の隠された表現セオリー」をまとめた写真評論。この著書が画期的なのは、写真を論ずる場合、どうしても「文学論的アプローチ」になってしまうものを、単純に写真を通しての自己表現を行っていることである。それによって、論じられる写真家とその作品の魅力が倍増している。逆説的に、写真評論が（文学論的アプローチであったというものが）ある種、文学になりえているといえる作品である。